# Federica Mastrodicasa
Pour les articles homonymes, voir Mastrodicasa.
Federica Mastrodicasa (née le 5 février 1988 à Penne) est une joueuse italienne de volley-ball. Elle mesure 1,82 m et joue au poste de centrale. 

## Clubs
| Club                        | Pays   | De        | À         |
| --------------------------- | ------ | --------- | --------- |
| Club Italia                 | Italie | 2004-2005 | 2004-2005 |
| Pallavolo Montesilvano      | Italie | 2005-2006 | 2005-2006 |
| Arabona Volley Manoppello   | Italie | 2006-2007 | 2006-2007 |
| Volley Loreto Femminile     | Italie | 2007-2008 | 2010-2011 |
| Cuatto Giaveno Volley       | Italie | 2011-2012 | 2011-2012 |
| Azzurra Volley San Casciano | Italie | 2012-2013 | …         |

## Palmarès
- Coupe d'Italie A2
  - Vainqueur : 2014.